# Sestriere
Sestriere – miejscowość i gmina we Włoszech, w regionie Piemont, w prowincji Turyn.
Według danych na rok 2004 gminę zamieszkiwało 838 osób, 33,5 os./km².

## Narciarstwo w Sestiere
W Sestiere istnieje rozwinięta infrastruktura narciarska. Została ona zbudowana w 1937 roku przez rodzinę Agnellich, włoskich przemysłowców. W latach 50 był to najsłynniejszy ośrodek narciarski w Europie. Ośrodek zorganizował Mistrzostwa Świata w Narciarstwie Alpejskim 1997. W 2006 roku rozegrano tam część konkurencji narciarstwa alpejskiego w ramach igrzysk olimpijskich w Turynie.
Współcześnie Sestriere wchodzi w skład jednego z największych ośrodków narciarskich we Włoszech, Via Lattea.